# Дискография Родди Рича
Американский рэпер, певец и автор песен Родди Рич выпустил два студийных альбома, два микстейпа и 17 синглов (в том числе три в качестве приглашенного исполнителя).

## Студийные альбомы
| Название                              | Детали                                                                              | Высшие позиции в чартах | Высшие позиции в чартах | Высшие позиции в чартах | Высшие позиции в чартах | Высшие позиции в чартах | Высшие позиции в чартах | Высшие позиции в чартах | Высшие позиции в чартах | Высшие позиции в чартах | Высшие позиции в чартах | Сертификации                       |
| Название                              | Детали                                                                              | US                      | US R&B /HH              | AUS                     | CAN                     | FRA                     | IRE                     | NLD                     | NZ                      | SWE                     | UK                      | Сертификации                       |
| ------------------------------------- | ----------------------------------------------------------------------------------- | ----------------------- | ----------------------- | ----------------------- | ----------------------- | ----------------------- | ----------------------- | ----------------------- | ----------------------- | ----------------------- | ----------------------- | ---------------------------------- |
| Please Excuse Me for Being Antisocial | - Релиз: 6 декабря 2019 - Лейбл: Atlantic - Формат: CD, стриминг, цифровая загрузка | 1                       | 1                       | 29                      | 2                       | 39                      | 30                      | 3                       | 22                      | 10                      | 13                      | - RIAA: платиновый - RMNZ: золотой |
| Live Life Fast                        | - Выпущен: 17 декабря 2021 - Лейблы: Atlantic, Bird Vision                          | —                       | —                       | —                       | —                       | —                       | 77                      | 26                      | —                       | —                       | 34                      |                                    |

## Микстейпы
| Feed Tha Streets                                                                         | - Релиз: 22 ноября 2017 - Лейбл: Bird Vision Entertainment - Формат: Цифровая загрузка          | —  | —  | —  | —  | —  |                 |
| Feed Tha Streets II                                                                      | - Релиз: 2 ноября 2018 - Лейбл: Bird Vision Entertainment - Формат: Цифровая загрузка, стриминг | 67 | 36 | 84 | 67 | 86 | - RIAA: золотой |
| «—» обозначает запись, которая не попала в чарт или не была выпущена на этой территории. |                                                                                                 |    |    |    |    |    |                 |

## Синглы

### В качестве ведущего исполнителя
| Название                                                                                 | Год  | Высшая позиция в чартах | Высшая позиция в чартах | Высшая позиция в чартах | Высшая позиция в чартах | Высшая позиция в чартах | Высшая позиция в чартах | Высшая позиция в чартах | Высшая позиция в чартах | Высшая позиция в чартах | Высшая позиция в чартах | Сертификации                                                                                          | Альбом                                |
| Название                                                                                 | Год  | US                      | US R&B /HH              | AUS                     | CAN                     | FRA                     | IRE                     | NLD                     | NZ                      | SWE                     | UK                      | Сертификации                                                                                          | Альбом                                |
| ---------------------------------------------------------------------------------------- | ---- | ----------------------- | ----------------------- | ----------------------- | ----------------------- | ----------------------- | ----------------------- | ----------------------- | ----------------------- | ----------------------- | ----------------------- | --- | ------------------------------------- |
| «Chase Tha Bag»                                                                          | 2017 | —                       | —                       | —                       | —                       | —                       | —                       | —                       | —                       | —                       | —                       | | Feed Tha Streets                      |
| «Hoodricch»                                                                              | 2017 | —                       | —                       | —                       | —                       | —                       | —                       | —                       | —                       | —                       | —                       | | Feed Tha Streets                      |
| «Fucc It Up»                                                                             | 2017 | —                       | —                       | —                       | —                       | —                       | —                       | —                       | —                       | —                       | —                       | | Feed Tha Streets                      |
| «Die Young»                                                                              | 2018 | 99                      | 38                      | —                       | —                       | —                       | —                       | —                       | —                       | —                       | 84                      | - RIAA: 2 × платиновый - BPI: серебряный - MC: золотой                                                | Feed Tha Streets II                   |
| «Ricch Forever»                                                                          | 2018 | —                       | —                       | —                       | —                       | —                       | —                       | —                       | —                       | —                       | —                       | | Внеальбомный сингл                    |
| «Every Season»                                                                           | 2018 | —                       | 48                      | —                       | —                       | —                       | —                       | —                       | —                       | —                       | —                       | - RIAA: платиновый                                                                                    | Feed Tha Streets II                   |
| «Project Dreams» (совместно с Marshmello)                                                | 2018 | —                       | 46                      | —                       | —                       | —                       | 87                      | —                       | —                       | —                       | —                       | - RIAA: платиновый                                                                                    | Внеальбомный сингл                    |
| «How It Is» (совместно с Yxng Bane и Chip при участии The Plug)                          | 2019 | —                       | —                       | —                       | —                       | —                       | —                       | —                       | —                       | —                       | 18                      | - BPI: серебряный                                                                                     | Внеальбомный сингл                    |
| «Out Tha Mud»                                                                            | 2019 | —                       | —                       | —                       | —                       | —                       | —                       | —                       | —                       | —                       | —                       | | Внеальбомный сингл                    |
| «Big Stepper»                                                                            | 2019 | 98                      | 43                      | —                       | —                       | —                       | —                       | —                       | —                       | —                       | —                       | - RIAA: золотой                                                                                       | Please Excuse Me for Being Antisocial |
| «Start wit Me» (при участии Gunna)                                                       | 2019 | 56                      | 25                      | —                       | 63                      | —                       | —                       | —                       | —                       | —                       | —                       | - RIAA: платиновый                                                                                    | Please Excuse Me for Being Antisocial |
| «Tip Toe» (при участии A Boogie wit da Hoodie)                                           | 2019 | 73                      | 32                      | —                       | 71                      | —                       | —                       | —                       | —                       | —                       | —                       | - RIAA: золотой                                                                                       | Please Excuse Me for Being Antisocial |
| «The Box»                                                                                | 2020 | 1                       | 1                       | 4                       | 1                       | 7                       | 2                       | 4                       | 1                       | 5                       | 2                       | - RIAA: 4 × платиновый - ARIA: 2 × платиновый - BPI: платиновый - RMNZ: платиновый - SNEP: платиновый | Please Excuse Me for Being Antisocial |
| «High Fashion» (при участии Mustard)                                                     | 2020 | 20                      | 15                      | 87                      | 30                      | —                       | 48                      | 91                      | 25                      | —                       | 45                      | - RIAA: платиновый                                                                                    | Please Excuse Me for Being Antisocial |
| «—» обозначает запись, которая не попала в чарт или не была выпущена на этой территории. |      |                         |                         |                         |                         |                         |                         |                         |                         |                         |                         | |                                       |

### В качестве приглашенного исполнителя
| «Racks in the Middle» (Нипси Хассл при участии Родди Рича и Хит-Боя)                     | 2019 | 26 | 11 | — | 47 | —  | 70 | —  | — | — | 59 | - RIAA: платиновый                                        | Внеальбомный сингл |
| «Wow. (Remix)» (Post Malone при участии Родди Рича и Тайги)                              | 2019 | —  | —  | — | —  | —  | —  | —  | — | — | —  |                                                           | Внеальбомный сингл |
| «Go Up» (Rich the Kid при участии Родди Рича)                                            | 2019 | —  | —  | — | —  | —  | —  | —  | — | — | —  |                                                           | Внеальбомный сингл |
| «Ballin’» (Mustard при участии Родди Рича)                                               | 2019 | 11 | 4  | — | 34 | —  | 42 | 98 | — | — | 37 | - RIAA: 3 × платиновый - BPI: серебряный - MC: платиновый | Perfect Ten        |
| «Letter to Nipsey» (Мик Милл при участии Родди Ритча)                                    | 2020 | 73 | 34 | — | —  | —  | —  | —  | — | — | —  |                                                           | TBA                |
| «Walk Em Down» (NLE Choppa при участии Родди Рича)                                       | 2020 | 56 | —  | — | 89 | —  | 65 | —  | — | — | 85 |                                                           | Top Shotta         |
| «Numbers» (A Boogie wit da Hoodie при участии Родди Рича, Gunna и London on da Track)    | 2020 | 23 | 12 | — | 32 | —  | 90 | —  | — | — | 53 |                                                           | Artist 2.0         |
| «Rockstar» (DaBaby при участии Родди Рича)                                               | 2020 | 9  | 6  | 9 | 8  | 84 | 1  | 4  | 2 | 4 | 1  |                                                           | Blame It on Baby   |
| «—» обозначает запись, которая не попала в чарт или не была выпущена на этой территории. |      |    |    |   |    |    |    |    |   |   |    |                                                           |                    |

## Другие песни в чартах
| «Down Below»                                                                             | 2018 | —  | —  | —  | —  | - RIAA: золотой | Feed Tha Streets II                   |
| «Splash Warning» (Meek Mill при участии Фьючера, Родди Рича и Янг Тага)                  | 2018 | 77 | 42 | —  | —  |                 | Championships                         |
| «Peta» (при участии Meek Mill)                                                           | 2019 | 72 | 31 | 72 | 29 | - RIAA: золотой | Please Excuse Me for Being Antisocial |
| «Bacc Seat» (при участии Ty Dolla Sign)                                                  | 2019 | —  | 49 | —  | 35 | - RIAA: золотой | Please Excuse Me for Being Antisocial |
| «Boom Boom Room»                                                                         | 2019 | —  | —  | —  | —  |                 | Please Excuse Me for Being Antisocial |
| «Perfect Time»                                                                           | 2019 | —  | —  | —  | —  |                 | Please Excuse Me for Being Antisocial |
| «Moonwalkin» (при участии Lil Durk)                                                      | 2019 | —  | —  | —  | —  |                 | Please Excuse Me for Being Antisocial |
| «Intro»                                                                                  | 2019 | —  | 50 | —  | —  |                 | Please Excuse Me for Being Antisocial |
| «God’s Eyes»                                                                             | 2019 | —  | —  | —  | —  |                 | Please Excuse Me for Being Antisocial |
| «War Baby»                                                                               | 2019 | —  | —  | —  | —  |                 | Please Excuse Me for Being Antisocial |
| «—» обозначает запись, которая не попала в чарт или не была выпущена на этой территории. |      |    |    |    |    |                 |                                       |

### Комментарии
1. ↑  «Every Season» не вошёл в чарт Billboard Hot 100, но достиг высшей позиции под номером 7 в чарте Bubbling Under Hot 100.[24]
2. ↑  «Project Dreams» не вошёл в чарт Billboard Hot 100, но достиг высшей позиции под номером 8 в чарте Bubbling Under Hot 100.[24]
3. ↑  «Project Dreams» не вошёл в чарт NZ Top 40 Singles, но достиг высшей позиции под номером 20 в чарте NZ Hot Singles.[25]
4. ↑  «Big Stepper» не вошёл в чарт NZ Top 40 Singles, но достиг высшей позиции под номером 32 в чарте NZ Hot Singles.[27]
5. ↑  «Start wit Me» не вошёл в чарт NZ Top 40 Singles, но достиг высшей позиции под номером 37 в чарте NZ Hot Singles.[29]
6. ↑  «Tip Toe» не вошёл в чарт NZ Top 40 Singles, но достиг высшей позиции под номером 16 в чарте NZ Hot Singles.[30]
7. ↑  «High Fashion» не вошёл в чарт Swedish Singellista, но достиг высшей позиции под номером семь в чарте Swedish Heatseeker.[35]
8. ↑  «Racks in the Middle» не вошёл в чарт NZ Top 40 Singles, но достиг высшей позиции под номером 15 в чарте NZ Hot Singles.[36]
9. ↑  «Walk Em Down» не вошёл в чарт NZ Top 40 Singles, но достиг высшей позиции под номером девять в чарте NZ Hot Singles.[40]
10. ↑  «Numbers» не вошёл в чарт NZ Top 40 Singles, но достиг высшей позиции под номером 16 в чарте NZ Hot Singles.[41]
11. ↑  «Bacc Seat» не вошёл в чарт Billboard Hot 100, но достиг высшей позиции под номером 2 в чарте Bubbling Under Hot 100.[24]
12. ↑  «Boom Boom Room» не вошёл в чарт Billboard Hot 100, но достиг высшей позиции под номером 5 в чарте Bubbling Under Hot 100.[24]
13. ↑  «Perfect Time» не вошёл в чарт Billboard Hot 100, но достиг высшей позиции под номером 7 в чарте Bubbling Under Hot 100.[24]
14. ↑  «Moonwalkin» не вошёл в чарт Billboard Hot 100, но достиг высшей позиции под номером 20 в чарте Bubbling Under Hot 100.[24]
15. ↑  «Intro» не вошёл в чарт Billboard Hot 100, но достиг высшей позиции под номером 5 в чарте Bubbling Under Hot 100.[24]
16. ↑  «God’s Eyes» не вошёл в чарт Billboard Hot 100, но достиг высшей позиции под номером 19 в чарте Bubbling Under Hot 100.[24]
17. ↑  «War Baby» не вошёл в чарт Billboard Hot 100, но достиг высшей позиции под номером 21 в чарте Bubbling Under Hot 100.[24]